# Орбе-л’Аббеи
Орбе́-л’Аббеи́ (фр. Orbais-l'Abbaye) — коммуна во Франции, в регионе Гранд-Эст, департамент Марна.

## История
Бенедиктинское аббатство на месте современного поселения было основано в VII веке святым Регулом, епископом Реймсским. Долгое время процветавшее, аббатство неоднократно подвергалось разрушениям, в том числе во время Столетней войны, и окончательно прекратило существование в 1791 году. Его архивы не сохранились.

## География
Коммуна относится к округу Эперне. Её площадь — около 16 км². По территории протекает речка Сюрмелен. Ближайшие коммуны — Виль-су-Орбе, Сюизи-ле-Фран, Марёй-ан-Бри, Марньи и Ле Брёй.

## Население
По данным INSEE, население коммуны на 2015 год составляло 583 человека при плотности 36,4 человек на км².

## Достопримечательности

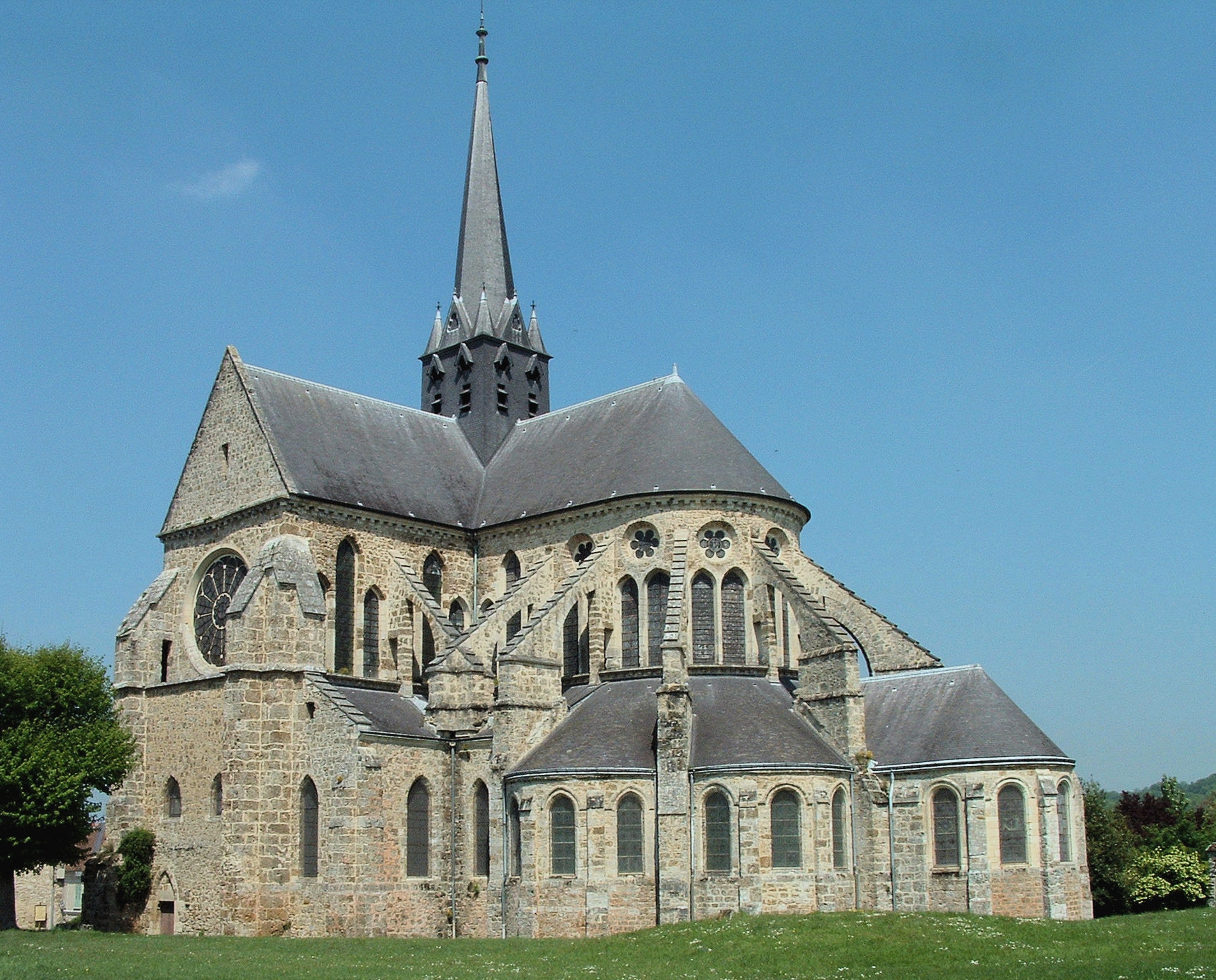
Церковь Святых Петра и Павла

От бенедиктинского аббатства сохранилась церковь Святых Петра и Павла XIII века, в строительстве которой, возможно, участвовал один из зодчих Реймсского собора — Жан д’Орбе. До наших дней дошли три витража XIV века и деревянные резные скамьи XVI века.